# Osmium
Osmium is een scheikundig element met symbool Os en atoomnummer 76. Het is een blauwgrijs overgangsmetaal.

## Ontdekking
Osmium is in 1803 ontdekt door Smithson Tennant in Londen. Het metaal bleef samen met iridium achter als zwart residu na het oplossen van platina-erts in koningswater.
De naam osmium is afgeleid van het Griekse osmè (οσμη), dat kan worden vertaald als stank. Hierbij wordt duidelijk verwezen naar osmium(VIII)oxide, dat zelfs bij lage temperaturen een enorme stank verspreidt. Osmiumpoeder oxideert reeds bij kamertemperatuur.

## Toepassingen
Bij aanwezigheid van zuurstof gaat zuiver osmium over in het uiterst giftige en stinkende osmium(VIII)oxide. Daarom wordt osmium vrijwel nooit in zuivere vorm gebruikt. In legeringen wordt osmium echter wel regelmatig gebruikt bij toepassingen waar slijtvastheid belangrijk is. Andere toepassingen zijn:
- De tip van ballpointpennen
- Naald van platenspelers
- Elektrische contacten
- Voorbehandeling van preparaten voor elektronenmicroscopie
- Osmium(VIII)oxide wordt soms gebruikt bij het detecteren van vingerafdrukken
- In de organische synthese wordt osmium(VIII)oxide als oxidator ingezet, onder andere bij de Sharpless-dihydroxylering.

Vanwege het extreem hoge smeltpunt van osmium werd het in het begin van de twintigste eeuw door Carl Auer von Welsbach gebruikt om draden te maken voor gloeilampen, maar het goedkopere en technisch betere wolfraam heeft deze toepassing overgenomen.

## Opmerkelijke eigenschappen
In metallische vorm is osmium een blauwgetint, breekbaar en glanzend metaal met een zeer grote dichtheid. In poedervorm reageert het snel met zuurstof en vormt daarbij het giftige osmiumtetraoxide dat herkenbaar is aan de geur en een kookpunt heeft van 130 °C.
Veelal wordt osmium gezien als het element met de hoogste dichtheid, maar dat is afhankelijk van de gebruikte methode om de dichtheid te bepalen. Soms wordt iridium gezien als het element met de hoogste dichtheid. Van alle metalen uit de platinagroep heeft osmium het hoogste smeltpunt en de laagste dampdruk. De meest voorkomende oxidatietoestanden zijn +3 en +4, maar +1 en +8 worden ook wel aangetroffen.

## Verschijning
Osmium wordt onder andere aangetroffen in de natuur voorkomende legering iridiosmium; een legering van iridium en osmium die voorkomt in de Oeral en in Noord- en Zuid-Amerika. In Ontario in Canada wordt osmium aangetroffen in nikkelmijnen samen met andere metalen uit de platinagroep.

## Isotopen
| Stabielste isotopen | Stabielste isotopen | Stabielste isotopen       | Stabielste isotopen       | Stabielste isotopen       | Stabielste isotopen       |
| Iso                 | RA (%)              | Halveringstijd            | VV                        | VE (MeV)                  | VP                        |
| ------------------- | ------------------- | ------------------------- | ------------------------- | ------------------------- | ------------------------- |
| 184Os               | 0,020               | 5,6·1013 j                | α                         | 1,671                     | 180W                      |
| 185Os               | {syn}               | 93,6 d                    | EV                        | 1,013                     | 185Re                     |
| 186Os               | 1,58                | 2,0·1015 j                | α                         | 2,822                     | 182W                      |
| 187Os               | 1,6                 | stabiel met 111 neutronen | stabiel met 111 neutronen | stabiel met 111 neutronen | stabiel met 111 neutronen |
| 188Os               | 13,3                | stabiel met 112 neutronen | stabiel met 112 neutronen | stabiel met 112 neutronen | stabiel met 112 neutronen |
| 189Os               | 16,1                | stabiel met 113 neutronen | stabiel met 113 neutronen | stabiel met 113 neutronen | stabiel met 113 neutronen |
| 190Os               | 26,4                | stabiel met 114 neutronen | stabiel met 114 neutronen | stabiel met 114 neutronen | stabiel met 114 neutronen |
| 191Os               | {syn}               | 15,4 d                    | β−                        | 0,314                     | 191Ir                     |
| 192Os               | 41,0                | stabiel met 116 neutronen | stabiel met 116 neutronen | stabiel met 116 neutronen | stabiel met 116 neutronen |
| 193Os               | {syn}               | 30,11 h                   | β−                        | 1,141                     | 193Ir                     |
| 194Os               | {syn}               | 6 j                       | β−                        | 0,097                     | 194Ir                     |

In de natuur komen 7 osmiumisotopen voor waarvan er 5 stabiel zijn en 2 radioactief. Deze radioactieve isotopen hebben echter zulk extreem lange halveringstijden dat ze praktisch gezien ook als stabiel beschouwd kunnen worden.
Uit de verhouding van 187Os en 188Os kan de ouderdom van zowel aardse stenen als van meteorieten worden bepaald.

## Toxicologie en veiligheid
Metallisch osmium is onschadelijk, maar omdat het zo eenvoudig met zuurstof reageert en daarbij het extreem giftige osmiumtetraoxide vormt, moet osmium als zeer schadelijk worden beschouwd. Zelfs bij zeer lage concentraties kan osmiumtetraoxide ernstige schade aanrichten in de longen, huid en ogen.